# IPad
Az Apple iPad (IPA: [ˈæpl ˈaɪpæd], kb. epl ájped) az Apple cég által gyártott táblagép. Márkaneve sokáig nem volt végleges, az Apple az iSlate nevet is bejegyeztette a Magic Slate névvel együtt, az iTablet név is közszájon forgott, de a legelterjedtebb az Apple Tablet név volt. A készülék bemutatása nagy várakozások után 2010. január 27-én történt meg. A készülék nemzetközi bemutatóját eredetileg 2010 áprilisára tervezték, majd készlethiányra hivatkozva májusra halasztották. 2010. Május 28-án kezdték meg Ausztráliában, Kanadában, Franciaországban, Németországban, Olaszországban, Spanyolországban, Svájcban és az Egyesült Királyságban az iPad forgalmazását, itt wifis és 3G-s modellek is egyaránt piacra kerülnek.

## Története

### 1. generáció
A mobilpiacon egy új multimédiás készülék kifejlesztésére támadt igény. Ennek előfutára volt az iPhone, melyben a tervezők a leendő új gép néhány tulajdonságát már kipróbálhatták és teszteltethették a felhasználókkal. Az iPhone fejlesztők egy óriási képernyővel rendelkező modellt fejlesztettek ki, mely nagyobb felbontású képernyővel rendelkezik.
Steve Jobs, az Apple alapító-vezérigazgatója 2010. január 27-én a San Franciscó-i Yerba Buena Arts Centerben mutatta be az új számítógépet. 2010. április 3-án reggel kilenc órakor, (magyar idő szerint délután 3-kor) kezdődött meg az Apple új táblagépének, az iPadnek az árusítása, az Apple Store előtt. Az első napon háromszázezer darab kelt el belőle.
Induló ára az Amerikai Egyesült Államokban (a memória méretétől és az adatkapcsolat típusától függően):
|            | 16 GB | 32 GB | 64 GB |
| ---------- | ----- | ----- | ----- |
| Wi-Fi      | 499 $ | 599 $ | 699 $ |
| Wi-Fi + 3G | 629 $ | 729 $ | 829 $ |

#### Tulajdonságai
Az előrejelzések szerint kijelzőjének nagysága 10-11 hüvelyk méretű, és így a 720 pixeles felbontású videók is remek minőségben nézhetők,viszont nem lett az igazi mivel sok tartalom akadozott Könnyű és vékony, mobilinternettel használható. Internetezésre, filmnézésre, újság és könyv olvasására használható. Pontos adatait üzleti titokként kezelték.
A készülék műszaki jellemzői végül a következőképpen alakultak: kijelzője 9,7 hüvelykes, 1024×768 pixeles felbontású. Vastagsága fél hüvelyk, ami 1,27 centiméter, tömege 780 gramm. Az iPhone-hoz hasonlóan csak egy gomb van rajta, telefonálásra nem alkalmas, wifis és 3G-s (HSDPA) adatkapcsolatra viszont igen. A készülék üzemideje 10 óra, egy feltöltéssel egy hónapos készenléti időt is kibír (gyakorlatban nem)
Tartozékai a wifin kívül: Bluetooth, gyorsulásmérő, automatikus fényerő-szabályzó szenzor, digitális iránytű, GPS, mikrofon. Hangkimenete jack dugós, beépített hangszórókkal rendelkezik, és televízióhoz is csatlakoztatható. Az iBooks elektronikus könyvolvasó alkalmazás segítségével az iPad készülék kijelzőjén animált lapmozgatással, jól olvashatóak a szövegek.

### iPad 2
Az Apple 2011. március 2-án jelentette be az iPad 2-t. Az újdonságok közé tartozik a kétmagos A5 processzor, elülső és 720p felbontású hátulsó kamerák, 1080p-es képernyőklónozás. Az eredeti iPad 13.4 mm-éhez képest 8.8 mm-re csökkentették az eszköz vastagságát.

### 3. generációs iPad
A 2012-ben kiadott harmadik generációs iPadben kétmagos A5X CPU található négymagos grafikus vezérlővel, ezenkívül 5 megapixeles iSight kamera, amely 1080p-ben is képes videókat rögzíteni. Ezenkívül újítás a Retina Display kijelző, amely négyszer akkora felbontást biztosít felhasználóinak.

### 4. generációs iPad
Az iPad 4 nem mutatott számottevő újítást az előző modelljéhez képest. A design egyáltalán nem változott, viszont kapott egy Lightning csatlakozót, amely az iPhone 5-ben már megtalálható volt. Kapott egy előlapi HD kamerát, valamint a wifi csatlakozás is kétszeresére nőtt.

### iPad mini, iPad mini 2, iPad mini 3
Az Ipad mini az Ipad után kijött 2.tablet amit az Apple gyártott. Lényegesen kisebb elődjénél és lényegesen jobb is.

### iPad Air

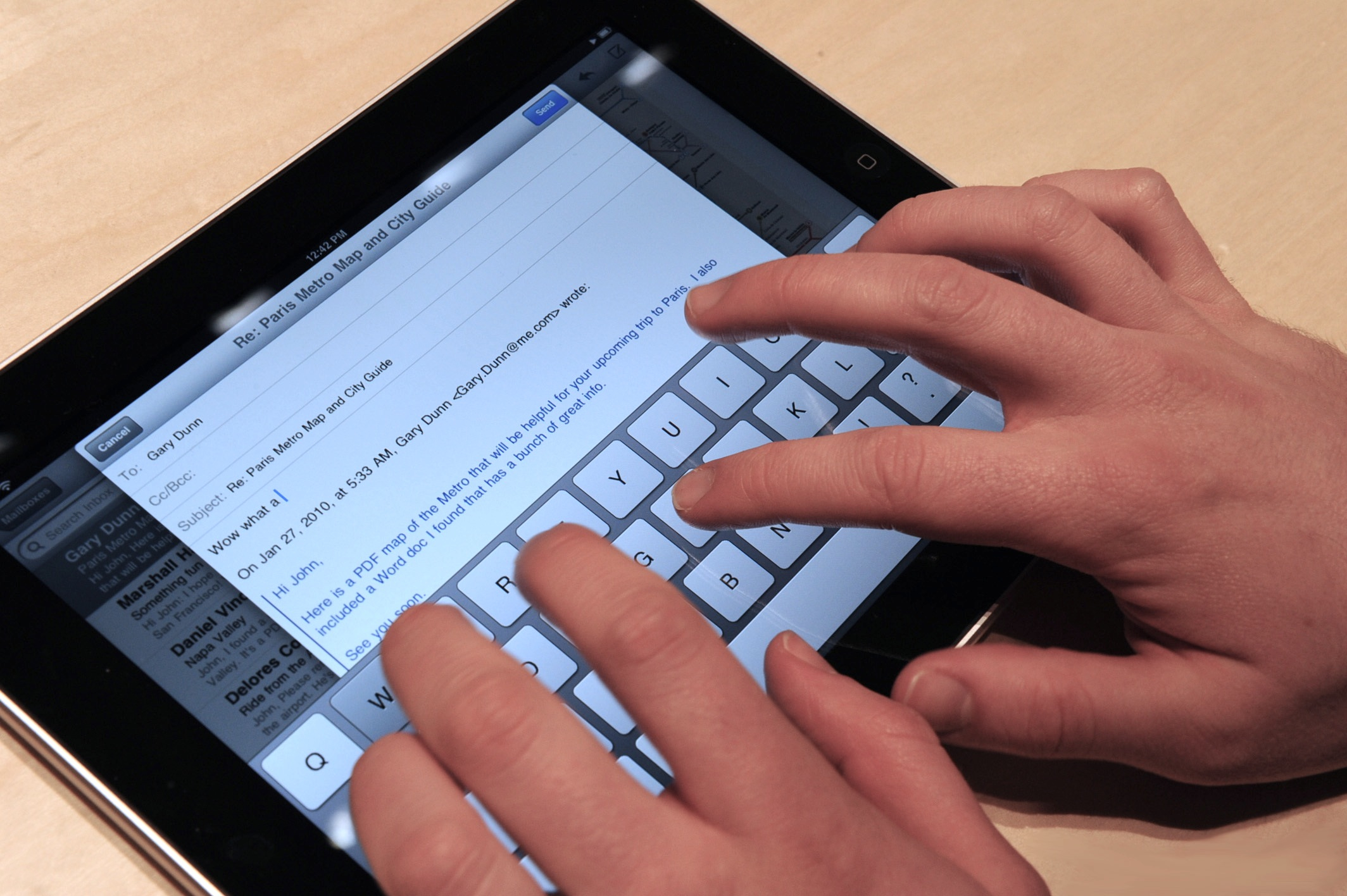
E-mail írása

Az iPad Air (az air szó jelentése levegő) keskenyebb és vékonyabb is lett, ami érezhető különbség. Ezáltal már kevésbé vágja a felhasználó kezét és a készülék könnyebben átfogható.
Az Apple megtartotta az alumínium hátlapot, azonban megjelent egy új szín, a space gray, vagyis az új asztroszürke változat. Maradt a 9,7 inches kijelzőméret, ami egészen pontosan 2048×1536 pixeles képeket képes megjeleníteni. (Az Apple ezt a felbontást retinának nevezi.) A kamera nem változott, maradt az 5 megapixeles hátsó kamera és az 1,2 megapixeles elülső kamera. Szintén maradt a nano SIM, és bővült az LTE-támogatás.

Az iPad Air is Lightning csatlakozót kapott, és az iPad 4-nél is jobb üzemidővel rendelkezik, a statisztikák szerint az A6X-nél kétszer gyorsabb 1,4 GHz-es A7 processzor, a mozgáskövető M7 koprocesszor, a nagyobb sebesség és a kisebb súly ellenére.

### iOS 7
2013. június 10-én mutatták be a WWDC-n. 2013. szeptember 17 óta elérhető. Főbb újításai: az eddigi dizájn teljes cseréje, a Control Center, a kamera app szűrői, az AirDrop, és az iTunes Radio. Az iOS7 kompatibilis: iPhone4, 4S, 5, 5S. iPad2, iPad3, iPad4, iPad Air. iPod 5. generáció. Az iOS 7 ikonjai jelentősen megváltoztak, amelyek flat design-t kaptak és megnőtt méretük, valamint lekerekítésük is megváltozott.

### iOS 8
2014-ben mutatták be a WWDC-n. Főbb újításai: iCloud Drive, családi megosztás, hangüzenetek. Az iOS 8 kompatibilis a következő eszközökkel: iPhone 4S, 5, 5S, 6, 6 Plus, iPad 2, iPad 3, iPad 4, iPad Air, iPad mini, iPad mini 2, iPad mini 3, iPod Touch 5-dik generáció.

### iPad OS
2019. június 03-án az Apple a WWDC-n bejelentette, hogy a jövőben az iPad eszközök már iPad OS rendszerrel fognak érkezni iOS helyett.

## A 3. generációs iPad Pro műszaki jellemzői
| Modell                                     | Wi-Fi | Wi-Fi + Cellular |
| ------------------------------------------ | --- | --- |
| Bemutató napja                             | 2018. október 30. | 2018. október 30. |
| kijelző                                    | - Liquid Retina kijelző - 12,9 hüvelykes képátlójú, LED-es háttér-világítású Multi-Touch kijelző IPS-technológiával - 2732 x 2048 képpontos felbontás (264 ppi) - ProMotion technológia - Széles színtartományú kijelző (P3) - True Tone kijelző - Ujjlenyomatok ellen védő, zsírtaszító bevonat - Teljes egészében laminált kijelző - Tükröződésgátló bevonat - 1,8%-os tükröződés - 600 nites fényerő | - Liquid Retina kijelző - 12,9 hüvelykes képátlójú, LED-es háttér-világítású Multi-Touch kijelző IPS-technológiával - 2732 x 2048 képpontos felbontás (264 ppi) - ProMotion technológia - Széles színtartományú kijelző (P3) - True Tone kijelző - Ujjlenyomatok ellen védő, zsírtaszító bevonat - Teljes egészében laminált kijelző - Tükröződésgátló bevonat - 1,8%-os tükröződés - 600 nites fényerő |
| Chip                                       | Apple A12X Bionic processzor 64 bit Neural Engine M12 koprocesszor | Apple A12X Bionic processzor 64 bit Neural Engine M12 koprocesszor |
| Kapacitás                                  | - 64 GB - 256 GB - 512 GB - 1 TB | - 64 GB - 256 GB - 512 GB - 1 TB |
| Mobil hálózati / Vezeték nélküli kapcsolat | Wi‑Fi (802.11a/b/g/n/ac); egyidejű kétsávos (2,4 és 5 GHz); HT80 MIMO-támogatással Bluetooth 5.0 technológia | Wi‑Fi (802.11a/b/g/n/ac); egyidejű kétsávos (2,4 és 5 GHz); HT80 MIMO-támogatással Bluetooth 5.0 technológia |
| Szenzorok                                  | gyorsulásmérő, automatikus fényerő-szabályzó szenzor, Digitális iránytű | gyorsulásmérő, automatikus fényerő-szabályzó szenzor, Digitális iránytű |
| Operációs rendszer                         | iOS | iOS |
| Akkumulátor                                | Beépített lithium-polymer; 36,1 W h 10 óra üzemidő | Beépített lithium-polymer; 36,1 W h 10 óra üzemidő |
| Tömeg                                      | 631 gramm | 633 gramm |
| Méretei                                    | - Magasság: 280,6 mm - Szélesség: 214,9 mm - Mélység: 5,9 mm | - Magasság: 280,6 mm - Szélesség: 214,9 mm - Mélység: 5,9 mm |

## Alkalmazások
Az App Store-ban megvásárolhatók kifejezetten az iPad-re íródott alkalmazások, melyek kihasználják a nagy felbontású kijelzőt, de letölthetők iPhone-ra és iPod-ra optimalizált programok is, melyek felbontását a táblagép kétszeresére skálázza.
Az eszközhöz mellékelt alapalkalmazások: Safari, Levelezés, Jegyzetek, iTunes, Képek, Video, Újságostand, YouTube, Zene, Apple Books, Térképek, Naptár, iMasseges, Emlékeztetők, iWork, Files Spotlight Keresés és Kapcsolatok.
Az Apple Books, eReader vagy InstaPaper alkalmazások alkalmassá teszik az iPad-et olvasásra. Az iBooks segítségével számos ingyenes, ePub formátumú e-könyvet tölthetünk le, melyeket igényünknek megfelelően olvashatunk, lehetővé téve a felosztás, szín, fényviszonyok, betűméret és -típus módosítását.